# Helmut Klewan
Helmut Klewan (* 27. Mai 1943 in Bad Friedrichshall) ist ein österreichisch-deutscher Galerist, Autor und Kunstsammler.

## Leben
Helmut Klewan verbrachte seine Kinder- und Jugendzeit in Linz und Wien. Seine Eltern betrieben in Wien einen Kunst- und Antiquitätenhandel und auch Helmut Klewan widmete sich anfangs dieser Profession. Allerdings interessierte er sich eher für die moderne Kunst als für die Salonmalerei, die im Geschäft der Eltern verkauft wurde. Ein Zusammentreffen mit Arnulf Rainer, der in den 1960er Jahren auch mit Antiquitäten handelte, führte zu einem noch stärkeren Interesse an zeitgenössischer Kunst. Von ihm erwarb Klewan sein erstes „schwarzes Bild“. Daraufhin wurde vor allem durch den Kunsthändler Kurt Kalb (1935–2022) und Hanni Rühm in den Kreis der Wiener Aktionisten eingeführt und eröffnete 1970 seine erste eigene Galerie. Für die Gestaltung der Galerie Klewan zeichnete Luigi Blau verantwortlich.
Mit Kurt Kalb und Hubert Winter gründete er eine Galeristenvereinigung. Daneben belegte er das Fach Kunstgeschichte an der Universität Wien. 1977 eröffnete er eine Zweigstelle in München. Klewan trat auch als Autor und Mitautor sowie als Verleger von Kunstbüchern in Erscheinung.
1986 wurde der Wiener Standort seiner Galerie geschlossen, die Münchner Dependance blieb bis Ende 1999 bestehen. Seither tritt Helmut Klewan nur mehr als Sammler und Leihgeber für Museen auf und widmet sich weiterhin den Kunstbüchern.
Helmut Klewan lebt in Wien.